# S-300
S-300 je naziv za seriju ruskih dalekometnih protuzračnih raketa koje proizvodi Naučno-proizvodno udruženje Almaz, a sve se temelje na izvornoj inačici S-300P. 
Sustav S-300 je razvijen kao obrana od zrakoplova i krstarećih projektila za sovjetsku protuzračnu obranu. S vremenom su razvijene i verzije koje su mogle presretati balističke projektile. Prvo je uveden u službu u SSSR-u 1979. a korišten je kao zračna obrana industrijskih i administrativnih središta te vojnih bazi, od neprijateljskih jurišnih zrakoplova. 
Hrvatska je 1995. nabavila sustav S-300, no pretpostavlja se da nikad nije bio kompletiran te nikad nije ni korišten u borbi. Pokazan je na Prvom svečanom mimohodu Oružanih snaga Republike Hrvatske 1995.